# Spherillo damarensis
Spherillo damarensis is een pissebed uit de familie Armadillidae. De wetenschappelijke naam van de soort is voor het eerst geldig gepubliceerd in 1924 door Albert Panning.